# Malte Müller-Wrede
Malte Müller-Wrede (Flensburgo, 17 de junio de 1964) es un abogado, editor y autor alemán.

## Biografía
Después de realizar sus estudios superiores de Derecho en la universidad de Múnich y la universidad de Bonn entre 1984 y 1990, trabajó en la administración del órgano federal supremo legislativo de la República Federal de Alemania hasta 1992. Trabajó durante su pasantía jurídica desde 1992 hasta 1995 en el tribunal regional superior (Oberlandesgericht) en Colonia, Alemania. Después de eso, Müller-Wrede fue elegido gerente y más tarde gerente ejecutivo de la comisión de las asociaciones y cámaras de ingenieros y arquitectos acerca de su baremo de honorarios (Ausschusses der Verbände und Kammern der Ingenieure und Architekten für die Honorarordnung e.V.).
Müller-Wrede ejercita la abogacía desde 1999. Trabaja con especial hincapié en el derecho comunitario en materia de contratos públicos, el derecho privado de la construcción, el derecho de transporte público de viajeros, el derecho de viajeros por ferrocarril, el derecho de la colaboración pública-privada y el derecho de arquitectos e ingenieros. Es socio fundador del bufete Müller-Wrede & Partner en Berlín y presidente de la comisión de abogados especializados en derecho comunitario en materia de contratos públicos del colegio de abogados en Berlín.
Müller-Wrede es casado y padre de tres hijos.

## Publicaciones
Müller-Wrede es editor de numerosas obras de literatura germanoparlante sobre la contratación pública:
- VgV/UVgO einschließlich VergStatVO, Kommentar. Bundesanzeiger Verlag Köln, 5. Aufl. 2017, ISBN 978-3-8462-0556-3.
- GWB-Vergaberecht, Kommentar. Bundesanzeiger Verlag Köln, 2016, ISBN 978-3-8462-0550-1.
- GWB, VgV und VOB/A 2016 – Einführung, Erläuterungen und Synopsen. Bundesanzeiger Verlag Köln, 3. Aufl. 2016, ISBN 978-3-8462-0629-4.
- Kommentar zur VOF. Werner Verlag Köln, 5. Aufl. 2014, ISBN 978-3-8041-4364-7.
- Vergabe- und Vertragsordnung für Lieferungen und Dienstleistungen – VOL/A. Kommentar. Bundesanzeiger Verlag Köln, 4. Aufl. 2014, ISBN 978-3-8462-0107-7.
- Kompendium des Vergaberechts. Bundesanzeiger Verlag Köln, 2. Aufl. 2013, ISBN 978-3-8462-0050-6.
- Der Architektenwettbewerb. Bundesanzeiger Verlag Köln, 2012, ISBN 978-3-8462-0105-3.
- Sektorenverordnung – SektVO. Kommentar. Bundesanzeiger Verlag Köln, 2010, ISBN 978-3-89817-842-6.
- VOL und VOF 2009, Bundesanzeiger Verlag Köln, 2010, ISBN 978-3-89817-770-2.
- VOL und VOF 2006, Bundesanzeiger Verlag Köln, 2006, ISBN 3-89817-4816.
- ÖPP-Beschleunigungsgesetz. Bundesanzeiger Verlag Köln, 2006, ISBN 3-89817-559-6.

Es miembro de la junta directiva editorial de la revista germanoparlante “Vergaberecht” y autor de numerosos artículos. Además es autor en:
- Ingenstau/Korbion, VOB Teile A und B. Kommentar. Werner Verlag Köln, 19. Aufl. 2015, ISBN 978-3-8041-2157-7.